# Meriola cetiformis
Meriola cetiformis là một loài nhện trong họ Trachelidae.
Loài này thuộc chi Meriola. Meriola cetiformis được Embrik Strand miêu tả năm 1908.